# Asyndetus transversalis
Asyndetus transversalis är en tvåvingeart som beskrevs av Becker 1907. Asyndetus transversalis ingår i släktet Asyndetus och familjen styltflugor. Inga underarter finns listade i Catalogue of Life.